# Apple Daily

Alternatives Logo – Schriftzug

Apple Daily (chinesisch 蘋果日報, Pinyin Píngguǒ Rìbào, Jyutping Ping4gwo2 Jat6bou3, Yale Pìhnggwó Yahtbou) war eine populäre Boulevardzeitung, die von 1995 bis 2021 in Hongkong erschien. Sie wurde 1995 vom Hongkonger Unternehmer Jimmy Lai gegründet und gehörte zu einer der meistverkauften chinesischsprachigen Zeitungen Hongkong.
1995, zwei Jahre vor der Übergabe Hongkongs an die Volksrepublik China (1997), gründete Lai mit 100 Millionen Hongkong-Dollar die pro-demokratische Boulevardzeitung Apple Daily, deren Auflage schnell wuchs, wurde zu einem der populärsten Zeitungen in Hongkong. Das Mutterunternehmen Next Media Limited expandierte 2001 nach Taiwan und wurde auch dort schnell ein Erfolg. 2012 stimmte Next Media zu, sein taiwanesisches Print- und Fernsehgeschäft an zwei taiwanesische Konsortien zu verkaufen.

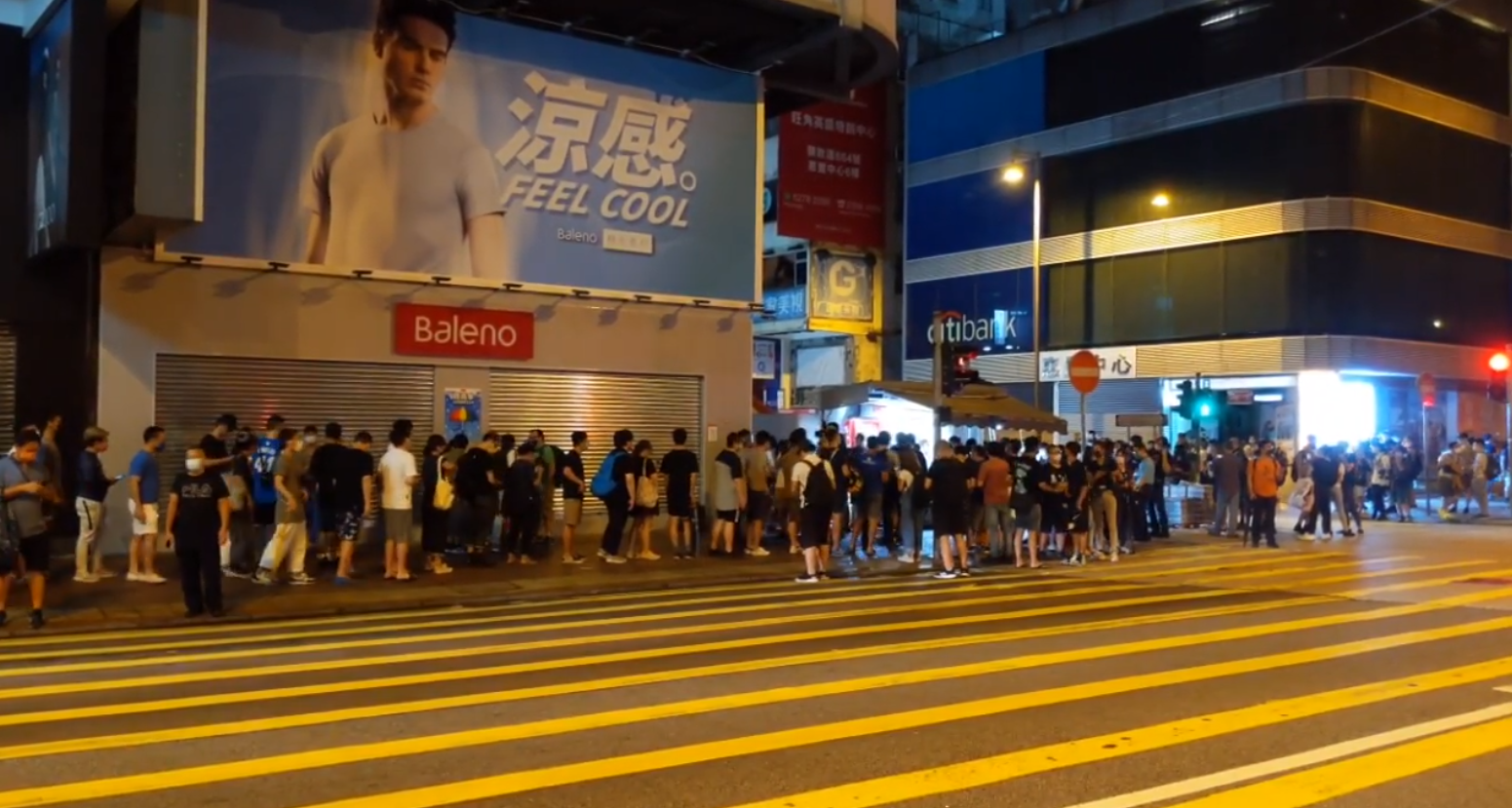
Schlangestehen in Mongkok, um die letzte Druckausgabe der Apple Daily zu kaufen

Die redaktionelle Position von Apple Daily zugunsten der Demokratiebewegung in Hongkong führte zu Werbeboykotten und politischem Druck. Nach der Verabschiedung des umstrittenen nationalen Sicherheitsgesetzes Hongkongs führte die Polizei (genauer englisch National Security Department of the Hong Kong Police Force – 香港警務處國家安全處) am 10. August 2020 eine Razzia in dessen Hauptquartier durch, ein Polizeieinsatz, der von einigen demokratischen Regierungen und Presserechtsgruppen kritisiert wurde.
Im Januar 2012 veröffentlichte Apple Daily eine ganzseitige Anzeige mit der Abbildung einer riesigen Heuschrecke, die von einem Berg aus auf Hongkong hinunterblickt. Im Text wurden Festlandchinesen als »Heuschrecken« bezeichnet wurden, die die Stadt überschwemmten und ihre Ressourcen ausbeuteten. Zwei Tage später organisierte eine Handvoll Mittelschüler eine »Anti-Heuschrecken«-Demonstration auf der Canton Road, einem beliebten Ziel von Touristen vom chinesischen Festland. Sie sangen: »Heuschrecken, ihr habt wirklich Prügel verdient ... habt ihr kein Schamgefühl? Ihr kauert auf der Straße, zündet euch eine Zigarette an und lasst eure Babies überall hinscheißen.«
Am 17. Juni 2021 nutzten die Hongkonger Behörden das nationale Sicherheitsgesetz Hongkongs, um die Vermögenswerte des Unternehmens und von Jimmy Lai einzufrieren. Dieser Schritt wurde allgemein als Angriff auf die Pressefreiheit beschrieben. Aufgrund des Einfrierens der Vermögenswerte war Apple Daily nicht in der Lage, Löhne und Stromrechnungen zu bezahlen und musste den Betrieb einstellen. Die letzte Druckausgabe der Zeitung wurde am 24. Juni veröffentlicht. Es wurden über eine Million Exemplare gedruckt statt der üblichen 80.000. Die Unterstützer der Zeitung standen Hunderte von Metern Schlange, um sie zu kaufen. Auch der Haupt- und Zusatzkanal der Zeitung auf YouTube, „Fruit Seed“, wurde am selben Tag um Mitternacht geschlossen.